# Pseudochiridium kenyense
Pseudochiridium kenyense är en spindeldjursart som beskrevs av Volker Mahnert 1982. Pseudochiridium kenyense ingår i släktet Pseudochiridium och familjen Pseudochiridiidae. Inga underarter finns listade i Catalogue of Life.